# James Michael Collins
James Michael Collins (Newport, 23 agosto 1983) è un ex calciatore gallese, di ruolo difensore.

## Carriera

### Club

#### Cardiff City
È entrato nelle giovanili del Cardiff City ad agosto del 2000 dopo aver giocato a calcio nella sua città natale, Newport. Ha fatto il suo debutto con il Cardiff City in un match di FA Cup contro il Bristol Rovers a novembre dello stesso anno, col Cardiff City che si è imposto per 5 ad 1. In totale ha disputato 86 partite con la maglia del Cardiff City, segnando anche 6 reti. Ha vinto il premio per il Miglior giovane calciatore gallese nel 2005.

#### West Ham
Il 1º luglio 2005 ha firmato per il West Ham Utd assieme al suo compagno di squadra al Cardiff City, Danny Gabbidon, in cambio di 3 milioni e mezzo di sterline per i due giocatori.
A causa di alcuni problemi fisici e per l'alta competitività dei compagni di squadra, non ha potuto fare il suo esordio fino al turno di Football League Cup contro lo Sheffield Weds, nel mese di settembre, quando il West Ham ha vinto l'incontro per 4 a 2. Ha collezionato la prima convocazione in campionato con gli Hammers nello stesso mese, rimanendo però in panchina nel pareggio per 0 a 0 contro l'Arsenal. Il debutto in Premier League è arrivato ad ottobre 2005, contro il Bolton.
A causa di altri infortuni e dell'ingaggio di Matthew Upson, oltre alle buone prestazioni di Gabbidon, per Collins (affettuosamente soprannominato Ginge) non c'è stato molto spazio in squadra, finché non ha avuto l'occasione, alla fine del campionato 2006-2007, di formare una coppia difensiva con Anton Ferdinand. Assieme alle eccellenti prestazioni del portiere Robert Green ed alla guida di Lucas Neill, Ginge è stato considerato dai tifosi del West Ham come uno dei maggiori elementi che hanno influito sullo sviluppo della squadra e del miglioramento della fase difensiva.
Il 28 gennaio 2008 è stato annunciato che Collins sarebbe rimasto lontano dai campi da gioco per circa un anno, per un serio infortunio ai legamenti, occorso in una sfida tra le squadre riserve di West Ham e Portsmouth. Il suo incidente comunque, gli ha impedito di giocare soltanto per 9 mesi ed è tornato in azione il 28 ottobre dello stesso anno, venendo schierato nella sconfitta casalinga per 2 a 0 contro l'Arsenal.

#### Aston Villa
Il 1º settembre 2009 ha firmato un contratto quadriennale con l'Aston Villa, che lo ha acquistato per 5,7 milioni di euro nell'ultimo giorno della finestra di trasferimenti estiva. Il debutto nei Villans è arrivato il 13 settembre, aiutando la sua squadra ad ottenere un clean sheet nel derby contro il Birmingham City. Ha segnato la sua prima rete nella vittoria per 2 a 0 dell'Aston Villa sul Chelsea, al Villa Park, dove è stato premiato come migliore in campo per la sua performance.

#### Ritorno al West Ham
Il 1º agosto 2012 ritorna all'West Ham Utd, che lo acquista a titolo definitivo per 3,2 milioni di euro. In scadenza nel giugno del 2018, il club ha comunicato via mail al diretto interessato l'intenzione di non rinnovargli il contratto.

### Nazionale
Ha collezionato 8 presenze con l'Under-21. Ha indossato anche la fascia da capitano in una partita contro la Germania Under-21.
Ha debuttato con la nazionale maggiore nel 2004. Ha segnato la prima rete in nazionale nella sconfitta per 3 a 1 contro il Cipro del 13 ottobre 2007.
Viene convocato per gli Europei 2016 in Francia.

## Statistiche

### Presenze e reti nei club
Statistiche aggiornate al 20 aprile 2016.
| Stagione            | Squadra             | Campionato          | Campionato | Campionato | Coppe nazionali | Coppe nazionali | Coppe nazionali | Coppe continentali | Coppe continentali | Coppe continentali | Altre coppe | Altre coppe | Altre coppe | Totale | Totale |
| Stagione            | Squadra             | Comp                | Pres       | Reti       | Comp            | Pres            | Reti            | Comp               | Pres               | Reti               | Comp        | Pres        | Reti        | Pres   | Reti   |
| ------------------- | ------------------- | ------------------- | ---------- | ---------- | --------------- | --------------- | --------------- | ------------------ | ------------------ | ------------------ | ----------- | ----------- | ----------- | ------ | ------ |
| 2000-2001           | Cardiff City        | TD                  | 3          | 0          | FACup+CdL       | 1+0             | 0               | -                  | -                  | -                  | -           | -           | -           | 4      | 0      |
| 2001-2002           | Cardiff City        | SD                  | 7          | 1          | FACup+CdL       | 1+0             | 0               | -                  | -                  | -                  | -           | -           | -           | 8      | 1      |
| 2002-2003           | Cardiff City        | SD                  | 2          | 0          | FACup+CdL       | 1+0             | 0               | -                  | -                  | -                  | -           | -           | -           | 3      | 0      |
| 2003-2004           | Cardiff City        | FD                  | 20         | 1          | FACup+CdL       | 0+1             | 0               | -                  | -                  | -                  | -           | -           | -           | 21     | 1      |
| 2004-2005           | Cardiff City        | FLC                 | 34         | 1          | FACup+CdL       | 2+4             | 1+0             | -                  | -                  | -                  | -           | -           | -           | 40     | 2      |
| Totale Cardiff City | Totale Cardiff City | Totale Cardiff City | 66         | 3          |                 | 10              | 1               |                    | -                  | -                  |             | -           | -           | 76     | 4      |
| 2005-2006           | West Ham Utd        | PL                  | 14         | 2          | FACup+CdL       | 3+2             | 0               | -                  | -                  | -                  | -           | -           | -           | 19     | 2      |
| 2006-2007           | West Ham Utd        | PL                  | 16         | 0          | FACup+CdL       | 0+0             | 0               | CU                 | 1                  | 0                  | -           | -           | -           | 17     | 0      |
| 2007-2008           | West Ham Utd        | PL                  | 3          | 0          | FACup+CdL       | 0+2             | 0               | -                  | -                  | -                  | -           | -           | -           | 5      | 0      |
| 2008-2009           | West Ham Utd        | PL                  | 18         | 0          | FACup+CdL       | 3+0             | 0               | -                  | -                  | -                  | -           | -           | -           | 21     | 0      |
| ago. 2009           | West Ham Utd        | PL                  | 3          | 0          | FACup+CdL       | 0+0             | 0               | -                  | -                  | -                  | -           | -           | -           | 3      | 0      |
| 2009-2010           | Aston Villa         | PL                  | 27         | 1          | FACup+CdL       | 5+5             | 1+0             | -                  | -                  | -                  | -           | -           | -           | 37     | 2      |
| 2010-2011           | Aston Villa         | PL                  | 32         | 3          | FACup+CdL       | 2+2             | 0               | UEL                | 1                  | 0                  | -           | -           | -           | 37     | 3      |
| 2011-2012           | Aston Villa         | PL                  | 32         | 1          | FACup+CdL       | 1+1             | 0               | -                  | -                  | -                  | -           | -           | -           | 34     | 1      |
| Totale Aston Villa  | Totale Aston Villa  | Totale Aston Villa  | 91         | 5          |                 | 16              | 1               |                    | 1                  | 0                  |             | -           | -           | 108    | 6      |
| 2012-2013           | West Ham Utd        | PL                  | 29         | 0          | FACup+CdL       | 1+0             | 2               | -                  | -                  | -                  | -           | -           | -           | 30     | 2      |
| 2013-2014           | West Ham Utd        | PL                  | 24         | 1          | FACup+CdL       | 0+2             | 0               | -                  | -                  | -                  | -           | -           | -           | 26     | 1      |
| 2014-2015           | West Ham Utd        | PL                  | 27         | 0          | FACup+CdL       | 2+0             | 1               | -                  | -                  | -                  | -           | -           | -           | 29     | 1      |
| 2015-2016           | West Ham Utd        | PL                  | 19         | 0          | FACup+CdL       | 3+1             | 0               | UEL                | 2                  | 0                  | -           | -           | -           | 25     | 0      |
| 2016-2017           | West Ham Utd        | PL                  | 0          | 0          | FACup+CdL       | 0+0             | 0               | UEL                | 0                  | 0                  | -           | -           | -           | 0      | 0      |
| Totale West Ham     | Totale West Ham     | Totale West Ham     | 153        | 3          |                 | 19              | 3               |                    | 3                  | 0                  |             | -           | -           | 175    | 6      |
| Totale carriera     | Totale carriera     | Totale carriera     | 310        | 11         |                 | 45              | 5               |                    | 4                  | 0                  |             | -           | -           | 359    | 16     |

### Cronologia presenze e reti in nazionale
| Cronologia completa delle presenze e delle reti in nazionale ― Galles | Cronologia completa delle presenze e delle reti in nazionale ― Galles | Cronologia completa delle presenze e delle reti in nazionale ― Galles | Cronologia completa delle presenze e delle reti in nazionale ― Galles | Cronologia completa delle presenze e delle reti in nazionale ― Galles | Cronologia completa delle presenze e delle reti in nazionale ― Galles | Cronologia completa delle presenze e delle reti in nazionale ― Galles | Cronologia completa delle presenze e delle reti in nazionale ― Galles |
| Data                                                                  | Città                                                                 | In casa                                                               | Risultato                                                             | Ospiti                                                                | Competizione                                                          | Reti                                                                  | Note                                                                  |
| --------------------------------------------------------------------- | --------------------------------------------------------------------- | --------------------------------------------------------------------- | --------------------------------------------------------------------- | --------------------------------------------------------------------- | --------------------------------------------------------------------- | --------------------------------------------------------------------- | --------------------------------------------------------------------- |
| 27-5-2004                                                             | Oslo                                                                  | Norvegia                                                              | 0 – 0                                                                 | Galles                                                                | Amichevole                                                            | -                                                                     |                                                                       |
| 30-5-2004                                                             | Wrexham                                                               | Galles                                                                | 1 – 0                                                                 | Canada                                                                | Amichevole                                                            | -                                                                     |                                                                       |
| 18-8-2004                                                             | Riga                                                                  | Lettonia                                                              | 0 – 2                                                                 | Galles                                                                | Amichevole                                                            | -                                                                     | 24’                                                                   |
| 8-9-2004                                                              | Cardiff                                                               | Galles                                                                | 2 – 2                                                                 | Irlanda del Nord                                                      | Qual. Mondiali 2006                                                   | -                                                                     |                                                                       |
| 13-10-2004                                                            | Cardiff                                                               | Galles                                                                | 2 – 3                                                                 | Polonia                                                               | Qual. Mondiali 2006                                                   | -                                                                     |                                                                       |
| 30-3-2005                                                             | Vienna                                                                | Austria                                                               | 1 – 0                                                                 | Galles                                                                | Qual. Mondiali 2006                                                   | -                                                                     |                                                                       |
| 3-9-2005                                                              | Cardiff                                                               | Galles                                                                | 0 – 1                                                                 | Inghilterra                                                           | Qual. Mondiali 2006                                                   | -                                                                     | 64’                                                                   |
| 7-9-2005                                                              | Varsavia                                                              | Polonia                                                               | 1 – 0                                                                 | Galles                                                                | Qual. Mondiali 2006                                                   | -                                                                     |                                                                       |
| 8-10-2005                                                             | Belfast                                                               | Irlanda del Nord                                                      | 2 – 3                                                                 | Galles                                                                | Qual. Mondiali 2006                                                   | -                                                                     | 52’                                                                   |
| 12-10-2005                                                            | Cardiff                                                               | Galles                                                                | 2 – 0                                                                 | Azerbaigian                                                           | Qual. Mondiali 2006                                                   | -                                                                     |                                                                       |
| 1-3-2006                                                              | Cardiff                                                               | Galles                                                                | 0 – 0                                                                 | Paraguay                                                              | Amichevole                                                            | -                                                                     |                                                                       |
| 27-5-2006                                                             | Graz                                                                  | Trinidad e Tobago                                                     | 1 – 2                                                                 | Galles                                                                | Amichevole                                                            | -                                                                     |                                                                       |
| 15-8-2006                                                             | Swansea                                                               | Galles                                                                | 0 – 0                                                                 | Bulgaria                                                              | Amichevole                                                            | -                                                                     |                                                                       |
| 2-9-2006                                                              | Teplice                                                               | Rep. Ceca                                                             | 2 – 1                                                                 | Galles                                                                | Qual. Euro 2008                                                       | -                                                                     |                                                                       |
| 5-9-2006                                                              | Tottenham                                                             | Brasile                                                               | 2 – 0                                                                 | Galles                                                                | Amichevole                                                            | -                                                                     |                                                                       |
| 24-3-2007                                                             | Dublino                                                               | Irlanda                                                               | 1 – 0                                                                 | Galles                                                                | Qual. Euro 2008                                                       | -                                                                     | 74’                                                                   |
| 28-3-2007                                                             | Cardiff                                                               | Galles                                                                | 3 – 0                                                                 | San Marino                                                            | Qual. Euro 2008                                                       | -                                                                     |                                                                       |
| 26-5-2007                                                             | Cardiff                                                               | Galles                                                                | 2 – 2                                                                 | Nuova Zelanda                                                         | Amichevole                                                            | -                                                                     |                                                                       |
| 2-6-2007                                                              | Cardiff                                                               | Galles                                                                | 0 – 0                                                                 | Rep. Ceca                                                             | Qual. Euro 2008                                                       | -                                                                     |                                                                       |
| 8-9-2007                                                              | Cardiff                                                               | Galles                                                                | 0 – 2                                                                 | Germania                                                              | Qual. Euro 2008                                                       | -                                                                     | 41’                                                                   |
| 12-9-2007                                                             | Trnava                                                                | Slovacchia                                                            | 2 – 5                                                                 | Galles                                                                | Qual. Euro 2008                                                       | -                                                                     |                                                                       |
| 13-10-2007                                                            | Nicosia                                                               | Cipro                                                                 | 3 – 1                                                                 | Galles                                                                | Qual. Euro 2008                                                       | 1                                                                     | 44’                                                                   |
| 17-11-2007                                                            | Cardiff                                                               | Galles                                                                | 2 – 2                                                                 | Irlanda                                                               | Qual. Euro 2008                                                       | -                                                                     |                                                                       |
| 21-11-2007                                                            | Francoforte                                                           | Germania                                                              | 0 – 0                                                                 | Galles                                                                | Qual. Euro 2008                                                       | -                                                                     | 82’                                                                   |
| 1-6-2008                                                              | Rotterdam                                                             | Paesi Bassi                                                           | 2 – 0                                                                 | Galles                                                                | Amichevole                                                            | -                                                                     | 46’                                                                   |
| 11-10-2008                                                            | Cardiff                                                               | Galles                                                                | 2 – 0                                                                 | Liechtenstein                                                         | Qual. Mondiali 2010                                                   | -                                                                     | 80’                                                                   |
| 15-10-2008                                                            | Mönchengladbach                                                       | Germania                                                              | 1 – 0                                                                 | Galles                                                                | Qual. Mondiali 2010                                                   | -                                                                     |                                                                       |
| 19-11-2008                                                            | Brøndby                                                               | Danimarca                                                             | 0 – 1                                                                 | Galles                                                                | Amichevole                                                            | -                                                                     |                                                                       |
| 28-3-2009                                                             | Cardiff                                                               | Galles                                                                | 0 – 2                                                                 | Finlandia                                                             | Qual. Mondiali 2010                                                   | -                                                                     |                                                                       |
| 1-4-2009                                                              | Cardiff                                                               | Galles                                                                | 0 – 2                                                                 | Germania                                                              | Qual. Mondiali 2010                                                   | -                                                                     |                                                                       |
| 12-8-2009                                                             | Podgorica                                                             | Montenegro                                                            | 2 – 1                                                                 | Galles                                                                | Amichevole                                                            | -                                                                     | 63’                                                                   |
| 9-9-2009                                                              | Cardiff                                                               | Galles                                                                | 1 – 3                                                                 | Russia                                                                | Qual. Mondiali 2010                                                   | 1                                                                     |                                                                       |
| 10-10-2009                                                            | Helsinki                                                              | Finlandia                                                             | 2 – 1                                                                 | Galles                                                                | Qual. Mondiali 2010                                                   | -                                                                     |                                                                       |
| 14-10-2009                                                            | Vaduz                                                                 | Liechtenstein                                                         | 0 – 2                                                                 | Galles                                                                | Qual. Mondiali 2010                                                   | -                                                                     |                                                                       |
| 3-3-2010                                                              | Swansea                                                               | Galles                                                                | 0 – 1                                                                 | Svezia                                                                | Amichevole                                                            | -                                                                     |                                                                       |
| 3-9-2010                                                              | Podgorica                                                             | Montenegro                                                            | 1 – 0                                                                 | Galles                                                                | Qual. Euro 2012                                                       | -                                                                     | 75’                                                                   |
| 8-10-2010                                                             | Cardiff                                                               | Galles                                                                | 0 – 1                                                                 | Bulgaria                                                              | Qual. Euro 2012                                                       | -                                                                     |                                                                       |
| 12-10-2010                                                            | Basilea                                                               | Svizzera                                                              | 4 – 1                                                                 | Galles                                                                | Qual. Euro 2012                                                       | -                                                                     | 70’                                                                   |
| 8-2-2011                                                              | Dublino                                                               | Irlanda                                                               | 3 – 0                                                                 | Galles                                                                | Amichevole                                                            | -                                                                     |                                                                       |
| 26-3-2011                                                             | Cardiff                                                               | Galles                                                                | 0 – 2                                                                 | Inghilterra                                                           | Qual. Euro 2012                                                       | -                                                                     | 86’                                                                   |
| 27-5-2011                                                             | Dublino                                                               | Irlanda del Nord                                                      | 0 – 2                                                                 | Galles                                                                | Amichevole                                                            | -                                                                     |                                                                       |
| 7-9-2012                                                              | Cardiff                                                               | Galles                                                                | 0 – 2                                                                 | Belgio                                                                | Qual. Mondiali 2014                                                   | -                                                                     | 26’                                                                   |
| 26-3-2013                                                             | Swansea                                                               | Galles                                                                | 1 – 2                                                                 | Croazia                                                               | Qual. Mondiali 2014                                                   | -                                                                     |                                                                       |
| 11-10-2013                                                            | Cardiff                                                               | Galles                                                                | 1 – 0                                                                 | Macedonia                                                             | Qual. Mondiali 2014                                                   | -                                                                     |                                                                       |
| 15-10-2013                                                            | Bruxelles                                                             | Belgio                                                                | 1 – 1                                                                 | Galles                                                                | Qual. Mondiali 2014                                                   | -                                                                     | 52’ - 57’                                                             |
| 5-3-2014                                                              | Cardiff                                                               | Galles                                                                | 3 – 1                                                                 | Islanda                                                               | Amichevole                                                            | 1                                                                     | 46’                                                                   |
| 28-3-2015                                                             | Haifa                                                                 | Israele                                                               | 0 – 3                                                                 | Galles                                                                | Qual. Euro 2016                                                       | -                                                                     |                                                                       |
| 13-11-2015                                                            | Cardiff                                                               | Galles                                                                | 2 – 3                                                                 | Paesi Bassi                                                           | Amichevole                                                            | -                                                                     | 46’                                                                   |
| 5-6-2016                                                              | Stoccolma                                                             | Svezia                                                                | 3 – 0                                                                 | Galles                                                                | Amichevole                                                            | -                                                                     | 64’                                                                   |
| 1-7-2016                                                              | Villeneuve-d'Ascq                                                     | Galles                                                                | 3 – 1                                                                 | Belgio                                                                | Euro 2016 - Quarti di finale                                          | -                                                                     | 90’                                                                   |
| 6-7-2016                                                              | Décines-Charpieu                                                      | Portogallo                                                            | 2 – 0                                                                 | Galles                                                                | Euro 2016 - Semifinale                                                | -                                                                     | 66’                                                                   |
| 5-9-2016                                                              | Cardiff                                                               | Galles                                                                | 4 – 0                                                                 | Moldavia                                                              | Qual. Mondiali 2018                                                   | -                                                                     | 82’                                                                   |
| Totale                                                                |                                                                       | Presenze                                                              | 51                                                                    |                                                                       | Reti                                                                  | 3                                                                     |                                                                       |